# 미국의 부통령

미국 부통령기

미국 부통령은 미국 헌법에 의해 만약 미국 대통령 유고시 대통령 자리를 승계하게 되는 가장 첫 번째 순위 직책이다. 미국의 부통령은 또한 상원의장을 겸임한다. 상원의장으로서 만약 투표의결시 같은 수의 찬반표로 나뉠 때 결정표를 던질 권한이 있다. 미국의 초대 부통령은 존 애덤스이고, 현재 미국의 부통령은 J. D. 밴스이다.

## 역사
원래 미국의 대선은 대통령 선거만 실시하였으며 1위가 대통령, 2위가 부통령을 하도록 되어 있었다. 에런 버의 경우 토머스 제퍼슨과 대통령 선거에서 경쟁을 하여 2위가 되어 대통령에 낙선되고 부통령이 된 것이 가장 대표적인 예이다. 이후 이러한 제도를 변경하여 대통령선거 후보와 부통령 선거 후보가 따로 출마하도록 규정이 변경되었다.

## 자격
부통령이 되기 위해서는 반드시 미국에서 태어난 미국 시민, 최소한 만 35세 이상이어야 하며, 14년 이상을 미국에서 거주해야 하고 대통령과 다른 주에 거주해야 한다. 하지만 제2항에서는 이러한 자격조건을 대통령에만 해당되고 부통령에는 해당하지 않는다고 보기도 한다. 결국 미국 제12차 수정헌법에서 대통령과 같은 자격조건을 부통령에게도 요구하는 것으로 하였으며, 제22차 수정헌법에서는 2회 이상 임명될 수 없게 하였다. 두 번의 임기 동안 대통령을 역임한 사람은 부통령이 될 수 없다. 하지만 만약 한 번의 임기와 2년 이하의 2번째 임기를 역임한 전직 대통령은 부통령을 역임하는 것이 이론적으로 가능하다.

## 선서
대통령과는 달리 미국 헌법은 부통령의 선서내용을 명시하고 있지는 않다. 1789년 이래로 몇 번의 개정 끝에 현재의 선서는 1884년부터 쓰이고 있다.
| “ | 나는 미합중국의 헌법을 어떠한 관념적 제한 혹은 회피를 목적으로 하지 않은 자유로운 의지로부터 또한 본인이 들어가게 된 정부의 의무에 대한 진정한 책임을 가지고 모든 적과, 외국과 국내로부터 진정한 믿음과 또한 같은 충성심으로 지키고 수호할 것을 엄숙히 선서합니다. 신이여 나를 도우소서. | ” |

여기서 "신이여 나를 도우소서(So help me God.)."를 말할 것인가는 미국의 어떠한 선서에 있어서도 자유의사로 넣거나 뺄 수 있지만 모든 선서에서 아직까지 이 부분을 말하지 않은 부통령은 없다.

## 역대 부통령 목록
| 대   | 부통령                                              | 임기 시작        | 임기 종료        | 소속 정당  | 대통령                                         | 기 |
| ---- | --------------------------------------------------- | ---------------- | ---------------- | ---------- | ---------------------------------------------- | -- |
| 1    | 존 애덤스 John Adams                                | 1789년 4월 21일  | 1797년 3월 4일   | 연방당     | 조지 워싱턴 George Washington                  | 1  |
| 1    | 존 애덤스 John Adams                                | 1789년 4월 21일  | 1797년 3월 4일   | 연방당     | 조지 워싱턴 George Washington                  | 2  |
| 2    | 토머스 제퍼슨 Thomas Jefferson                      | 1797년 3월 4일   | 1801년 3월 4일   | 민주공화당 | 존 애덤스 John Adams                           | 3  |
| 3    | 에런 버 Aaron Burr, Jr.                             | 1801년 3월 4일   | 1805년 3월 4일   | 민주공화당 | 토머스 제퍼슨 Thomas Jefferson                 | 4  |
| 4    | 조지 클린턴 George Clinton                          | 1805년 3월 4일   | 1812년 4월 20일  | 민주공화당 | 토머스 제퍼슨 Thomas Jefferson                 | 5  |
| 4    | 조지 클린턴 George Clinton                          | 1805년 3월 4일   | 1812년 4월 20일  | 민주공화당 | 제임스 매디슨 James Madison                    | 6  |
| 공석 | 공석                                                | 1812년 4월 20일  | 1813년 3월 4일   |            | 제임스 매디슨 James Madison                    | 6  |
| 5    | 엘브리지 게리 Elbridge Thomas Gerry                 | 1813년 3월 4일   | 1814년 11월 23일 | 민주공화당 | 제임스 매디슨 James Madison                    | 7  |
| 공석 | 공석                                                | 1814년 11월 23일 | 1817년 3월 4일   |            | 제임스 매디슨 James Madison                    | 7  |
| 6    | 다니엘 D. 톰프킨스 Daniel D. Tompkins               | 1817년 3월 4일   | 1825년 3월 4일   | 민주공화당 | 제임스 먼로 James Monroe                       | 8  |
| 6    | 다니엘 D. 톰프킨스 Daniel D. Tompkins               | 1817년 3월 4일   | 1825년 3월 4일   | 민주공화당 | 제임스 먼로 James Monroe                       | 9  |
| 7    | 존 C. 칼훈 John Caldwell Calhoun                    | 1825년 3월 4일   | 1832년 12월 28일 | 민주공화당 | 존 퀸시 애덤스 John Quincy Adams               | 10 |
| 7    | 존 C. 칼훈 John Caldwell Calhoun                    | 1825년 3월 4일   | 1832년 12월 28일 | 민주공화당 | 앤드루 잭슨 Andrew Jackson                     | 11 |
| 공석 | 공석                                                | 1832년 12월 28일 | 1833년 3월 4일   |            | 앤드루 잭슨 Andrew Jackson                     | 11 |
| 8    | 마틴 밴 뷰런 Martin Van Buren                       | 1833년 3월 4일   | 1837년 3월 4일   | 민주당     | 앤드루 잭슨 Andrew Jackson                     | 12 |
| 9    | 리처드 멘터 존슨 Richard Mentor Johnson             | 1837년 3월 4일   | 1841년 3월 4일   | 민주당     | 마틴 밴 뷰런 Martin Van Buren                  | 13 |
| 10   | 존 타일러 John Tyler                                | 1841년 3월 4일   | 1841년 4월 4일   | 휘그당     | 윌리엄 헨리 해리슨 William Henry Harrison      | 14 |
| 공석 | 공석                                                | 1841년 4월 4일   | 1845년 3월 4일   |            | 존 타일러 John Tyler                           | 14 |
| 11   | 조지 M. 댈러스 George Mifflin Dallas                | 1845년 3월 4일   | 1849년 3월 4일   | 민주당     | 제임스 K. 포크 James Knox Polk                 | 15 |
| 12   | 밀러드 필모어 Millard Fillmore                      | 1849년 3월 4일   | 1850년 7월 9일   | 휘그당     | 재커리 테일러 Zachary Taylor                   | 16 |
| 공석 | 공석                                                | 1850년 7월 9일   | 1853년 3월 4일   |            | 밀러드 필모어 Millard Fillmore                 | 16 |
| 13   | 윌리엄 R. 킹 William Rufus DeVane King              | 1853년 3월 4일   | 1853년 4월 18일  | 민주당     | 프랭클린 피어스 Franklin Pierce                | 17 |
| 공석 | 공석                                                | 1853년 4월 18일  | 1857년 3월 4일   |            | 프랭클린 피어스 Franklin Pierce                | 17 |
| 14   | 존 C. 브레킨리지 John Cabell Breckinridge           | 1857년 3월 4일   | 1861년 3월 4일   | 민주당     | 제임스 뷰캐넌 James Buchanan                   | 18 |
| 15   | 해니벌 햄린 Hannibal Hamlin                         | 1861년 3월 4일   | 1865년 3월 4일   | 공화당     | 에이브러햄 링컨 Abraham Lincoln                | 19 |
| 16   | 앤드루 존슨 Andrew Johnson                          | 1865년 3월 4일   | 1865년 4월 15일  | 민주당     | 에이브러햄 링컨 Abraham Lincoln                | 20 |
| 공석 | 공석                                                | 1865년 4월 15일  | 1869년 3월 4일   |            | 앤드루 존슨 Andrew Johnson                     | 20 |
| 17   | 스카일러 콜팩스 Schuyler Colfax, Jr.                | 1869년 3월 4일   | 1873년 3월 4일   | 공화당     | 율리시스 S. 그랜트 Ulysses Simpson Grant       | 21 |
| 18   | 헨리 윌슨 Henry Wilson                              | 1873년 3월 4일   | 1875년 11월 22일 | 공화당     | 율리시스 S. 그랜트 Ulysses Simpson Grant       | 22 |
| 공석 | 공석                                                | 1875년 11월 22일 | 1877년 3월 4일   |            | 율리시스 S. 그랜트 Ulysses Simpson Grant       | 22 |
| 19   | 윌리엄 A. 휠러 William A. Wheeler                   | 1877년 3월 4일   | 1881년 3월 4일   | 공화당     | 러더퍼드 B. 헤이스 Rutherford Birchard Hayes   | 23 |
| 20   | 체스터 A. 아서 Chester Alan Arthur                  | 1881년 3월 4일   | 1881년 9월 19일  | 공화당     | 제임스 A. 가필드 James Abram Garfield          | 24 |
| 공석 | 공석                                                | 1881년 9월 19일  | 1885년 3월 4일   |            | 체스터 A. 아서 Chester Alan Arthur             | 24 |
| 21   | 토머스 A. 헨드릭스 Thomas A. Hendricks              | 1885년 3월 4일   | 1885년 11월 25일 | 민주당     | 그로버 클리블랜드 Stephen Grover Cleveland     | 25 |
| 공석 | 공석                                                | 1885년 11월 25일 | 1889년 3월 4일   |            | 그로버 클리블랜드 Stephen Grover Cleveland     | 25 |
| 22   | 리바이 P. 모턴 Levi Parsons Morton                  | 1889년 3월 4일   | 1893년 3월 4일   | 공화당     | 벤저민 해리슨 Benjamin Harrison Ⅵ              | 26 |
| 23   | 애들레이 E. 스티븐슨 Adlai Ewing Stevenson          | 1893년 3월 4일   | 1897년 3월 4일   | 민주당     | 그로버 클리블랜드 Stephen Grover Cleveland     | 27 |
| 24   | 개릿 A. 호바트 Garret Augustus Hobart               | 1897년 3월 4일   | 1899년 11월 21일 | 공화당     | 윌리엄 매킨리 William McKinley, Jr.            | 28 |
| 공석 | 공석                                                | 1899년 11월 21일 | 1901년 3월 4일   |            | 윌리엄 매킨리 William McKinley, Jr.            | 28 |
| 25   | 시어도어 루스벨트 Theodore Roosevelt                | 1901년 3월 4일   | 1901년 9월 14일  | 공화당     | 윌리엄 매킨리 William McKinley, Jr.            | 29 |
| 공석 | 공석                                                | 1901년 9월 14일  | 1905년 3월 4일   |            | 시어도어 루스벨트 Theodore Roosevelt           | 29 |
| 26   | 찰스 W. 페어뱅크스 Charles Warren Fairbanks         | 1905년 3월 4일   | 1909년 3월 4일   | 공화당     | 시어도어 루스벨트 Theodore Roosevelt           | 30 |
| 27   | 제임스 S. 셔먼 James Schoolcraft Sherman            | 1909년 3월 4일   | 1912년 10월 30일 | 공화당     | 윌리엄 하워드 태프트 William Howard Taft       | 31 |
| 공석 | 공석                                                | 1912년 10월 30일 | 1913년 3월 4일   |            | 윌리엄 하워드 태프트 William Howard Taft       | 31 |
| 28   | 토머스 R. 마셜 Thomas Riley Marshall                | 1913년 3월 4일   | 1921년 3월 4일   | 민주당     | 우드로 윌슨 Thomas Woodrow Wilson              | 32 |
| 28   | 토머스 R. 마셜 Thomas Riley Marshall                | 1913년 3월 4일   | 1921년 3월 4일   | 민주당     | 우드로 윌슨 Thomas Woodrow Wilson              | 33 |
| 29   | 캘빈 쿨리지 John Calvin Coolidge, Jr.               | 1921년 3월 4일   | 1923년 8월 2일   | 공화당     | 워런 G. 하딩 Warren Gamaliel Harding           | 34 |
| 공석 | 공석                                                | 1923년 8월 2일   | 1925년 3월 4일   |            | 캘빈 쿨리지 John Calvin Coolidge, Jr.          | 34 |
| 30   | 찰스 G. 도스 Charles Gates Dawes                    | 1925년 3월 4일   | 1929년 3월 4일   | 공화당     | 캘빈 쿨리지 John Calvin Coolidge, Jr.          | 35 |
| 31   | 찰스 커티스 Charles Curtis                          | 1929년 3월 4일   | 1933년 3월 4일   | 공화당     | 허버트 후버 Herbert Clark Hoover               | 36 |
| 32   | 존 낸스 가너 John Nance "Cactus Jack" Garner        | 1933년 3월 4일   | 1941년 1월 20일  | 민주당     | 프랭클린 D. 루스벨트 Franklin Delano Roosevelt | 37 |
| 32   | 존 낸스 가너 John Nance "Cactus Jack" Garner        | 1933년 3월 4일   | 1941년 1월 20일  | 민주당     | 프랭클린 D. 루스벨트 Franklin Delano Roosevelt | 38 |
| 33   | 헨리 A. 월리스 Henry Agard Wallace                  | 1941년 1월 20일  | 1945년 1월 20일  | 민주당     | 프랭클린 D. 루스벨트 Franklin Delano Roosevelt | 39 |
| 34   | 해리 S. 트루먼 Harry S. Truman                      | 1945년 1월 20일  | 1945년 4월 12일  | 민주당     | 프랭클린 D. 루스벨트 Franklin Delano Roosevelt | 40 |
| 공석 | 공석                                                | 1945년 4월 12일  | 1949년 1월 20일  |            | 해리 S. 트루먼 Harry S. Truman                 | 40 |
| 35   | 앨번 W. 바클리 Alben William Barkley                | 1949년 1월 20일  | 1953년 1월 20일  | 민주당     | 해리 S. 트루먼 Harry S. Truman                 | 41 |
| 36   | 리처드 닉슨 Richard Milhous Nixon                   | 1953년 1월 20일  | 1961년 1월 20일  | 공화당     | 드와이트 D. 아이젠하워 Dwight David Eisenhower | 42 |
| 36   | 리처드 닉슨 Richard Milhous Nixon                   | 1953년 1월 20일  | 1961년 1월 20일  | 공화당     | 드와이트 D. 아이젠하워 Dwight David Eisenhower | 43 |
| 37   | 린든 B. 존슨 Lyndon Baines Johnson                  | 1961년 1월 20일  | 1963년 11월 22일 | 민주당     | 존 F. 케네디 John Fitzgerald "Jack" Kennedy    | 44 |
| 공석 | 공석                                                | 1963년 11월 22일 | 1965년 1월 20일  |            | 린든 B. 존슨 Lyndon Baines Johnson             | 44 |
| 38   | 휴버트 호레이쇼 험프리 Hubert Horatio Humphrey, Jr. | 1965년 1월 20일  | 1969년 1월 20일  | 민주당     | 린든 B. 존슨 Lyndon Baines Johnson             | 45 |
| 39   | 스피로 애그뉴 Spiro Theodore Agnew                  | 1969년 1월 20일  | 1973년 10월 10일 | 공화당     | 리처드 닉슨 Richard Milhous Nixon              | 46 |
| 39   | 스피로 애그뉴 Spiro Theodore Agnew                  | 1969년 1월 20일  | 1973년 10월 10일 | 공화당     | 리처드 닉슨 Richard Milhous Nixon              | 47 |
| 공석 | 공석                                                | 1973년 10월 10일 | 1973년 12월 6일  |            | 리처드 닉슨 Richard Milhous Nixon              |    |
| 40   | 제럴드 포드 Gerald Rudolph Ford, Jr.                | 1973년 12월 6일  | 1974년 8월 9일   | 공화당     | 리처드 닉슨 Richard Milhous Nixon              |    |
| 공석 | 공석                                                | 1974년 8월 9일   | 1974년 12월 19일 |            | 제럴드 포드 Gerald Rudolph Ford, Jr.           |    |
| 41   | 넬슨 록펠러 Nelson Aldrich Rockefeller              | 1974년 12월 19일 | 1977년 1월 20일  | 공화당     | 제럴드 포드 Gerald Rudolph Ford, Jr.           |    |
| 42   | 월터 먼데일 Walter Frederick "Fritz" Mondale        | 1977년 1월 20일  | 1981년 1월 20일  | 민주당     | 지미 카터 James Earl "Jimmy" Carter, Jr.       | 48 |
| 43   | 조지 H. W. 부시 George Herbert Walker Bush          | 1981년 1월 20일  | 1989년 1월 20일  | 공화당     | 로널드 레이건 Ronald Wilson Reagan             | 49 |
| 43   | 조지 H. W. 부시 George Herbert Walker Bush          | 1981년 1월 20일  | 1989년 1월 20일  | 공화당     | 로널드 레이건 Ronald Wilson Reagan             | 50 |
| 44   | 댄 퀘일 James Danforth "Dan" Quayle                 | 1989년 1월 20일  | 1993년 1월 20일  | 공화당     | 조지 H. W. 부시 George Herbert Walker Bush     | 51 |
| 45   | 앨 고어 Albert Arnold Gore, Jr.                     | 1993년 1월 20일  | 2001년 1월 20일  | 민주당     | 빌 클린턴 William Jefferson "Bill" Clinton     | 52 |
| 45   | 앨 고어 Albert Arnold Gore, Jr.                     | 1993년 1월 20일  | 2001년 1월 20일  | 민주당     | 빌 클린턴 William Jefferson "Bill" Clinton     | 53 |
| 46   | 딕 체니 Richard Bruce Cheney                        | 2001년 1월 20일  | 2009년 1월 20일  | 공화당     | 조지 W. 부시 George Walker Bush                | 54 |
| 46   | 딕 체니 Richard Bruce Cheney                        | 2001년 1월 20일  | 2009년 1월 20일  | 공화당     | 조지 W. 부시 George Walker Bush                | 55 |
| 47   | 조 바이든 Joseph Robinette Biden, Jr.               | 2009년 1월 20일  | 2017년 1월 20일  | 민주당     | 버락 오바마 Barack Hussein Obama II            | 56 |
| 47   | 조 바이든 Joseph Robinette Biden, Jr.               | 2009년 1월 20일  | 2017년 1월 20일  | 민주당     | 버락 오바마 Barack Hussein Obama II            | 57 |
| 48   | 마이크 펜스 Michael Richard "Mike" Pence            | 2017년 1월 20일  | 2021년 1월 20일  | 공화당     | 도널드 트럼프 Donald John Trump                | 58 |
| 49   | 카멀라 해리스 Kamala Devi Harris                    | 2021년 1월 20일  | 2025년 1월 20일  | 민주당     | 조 바이든 Joseph Robinette Biden, Jr.          | 59 |
| 50   | J. D. 밴스 James David Vance,                       | 2025년 1월 20일  | 현직             | 공화당     | 도널드 트럼프 Donald John Trump                | 60 |

## 기록
- 2명의 다른 대통령 밑에서 부통령을 지냄.
  - 조지 클린턴 : 토머스 제퍼슨 대통령과 제임스 매디슨 대통령의 부통령이었다.
  - 존 C. 컬훈 : 존 퀸시 애덤스 대통령과 앤드루 잭슨 대통령의 부통령이었다.

- 임기 도중 사망한 부통령
  - 1812년에 죽은 조지 클린턴
  - 1814년에 죽은 엘브리지 게리
  - 1853년에 죽은 윌리엄 R. 킹
  - 1875년에 죽은 헨리 윌슨
  - 1885년에 죽은 토머스 A. 헨드릭스
  - 1899년에 죽은 개릿 A. 호바트
  - 1912년에 죽은 제임스 S. 셔먼

- 임기 도중 사임한 부통령
  - 존 C. 컬훈
  - 스피로 애그뉴

- 투표로 선출되지 않은 부통령
  - 제럴드 포드 : 1973년에 스피로 애그뉴 부통령이 사직하여 리처드 닉슨 대통령에 의해 부통령으로 임명되었다.
  - 넬슨 록펠러 : 1974년에 제럴드 포드 대통령에 의해 부통령으로 임명되었다.

- 대통령직을 승계한 부통령
  - 존 타일러 : 윌리엄 헨리 해리슨 대통령이 병사하여 대통령직을 승계하였다.
  - 밀러드 필모어 : 재커리 테일러 대통령이 콜레라로 병사하여 대통령직을 승계하였다.
  - 앤드루 존슨 : 에이브러햄 링컨 대통령이 암살되어 대통령직을 승계하였다.
  - 체스터 A. 아서 : 제임스 A. 가필드 대통령이 암살되어 대통령직을 승계하였다.
  - 시어도어 루스벨트 : 윌리엄 매킨리 대통령이 암살되어 대통령직을 승계하였다.
  - 캘빈 쿨리지 : 워런 G. 하딩 대통령이 병사하여 대통령직을 승계하였다.
  - 해리 S. 트루먼 : 프랭클린 D. 루스벨트 대통령이 병사하여 대통령직을 승계하였다.
  - 린든 B. 존슨 : 존 F. 케네디 대통령이 암살되어 대통령직을 승계하였다.
  - 제럴드 포드 : 리처드 닉슨 대통령이 사임하여 대통령직을 승계하였다.

- 부통령으로 재임하고 다음 선거에서 대통령에 당선됨
  - 존 애덤스 : (1789년~1797년)을 부통령으로 재임하고 1796년 대통령 선거에서 당선되었다.
  - 토머스 제퍼슨 : (1797년~1801년)을 부통령으로 재임하고 1800년 대통령 선거에서 당선되었다.
  - 마틴 밴 뷰런 : (1833년~1837년)을 부통령으로 재임하고 1836년 대통령 선거에서 당선되었다.
  - 조지 H. W. 부시 : (1981년~1989년)을 부통령으로 재임하고 1988년 대통령 선거에서 당선되었다.

- 현직 부통령이 아닌 전직 부통령으로서 대통령에 당선됨.
  - 리처드 닉슨 : 1968년 대통령 선거에서 당선되었다. 드와이트 D. 아이젠하워 행정부에서 1953년부터 1961년까지 부통령으로 재임하였다. 또한 2번의 임기 동안 부통령으로 재임하고 2번의 임기 동안 대통령으로 당선된 유일한 사람이었다. 그러나 대통령의 두 번째 임기를 마치지 못했다.
  - 조 바이든 : 2020년 대통령 선거에 당선되었다.

- 대통령 권한대행이었던 부통령[9]
  - 조지 H. W. 부시 : 로널드 레이건 대통령이 재임 중인 1985년 7월 13일에 임시 대통령이었다.
  - 딕 체니 : 조지 W. 부시 대통령이 재임 중인 2002년 6월 29일에 임시 대통령이었다.
  - 카멀라 해리스 : 조 바이든 대통령이 재임 중인 2021년 11월 19일에 임시 대통령이었다.

- 한 임기에 부통령 3명
  - 리처드 닉슨 (1973년 1월 20일[10]~1974년 8월 9일)
    - 스피로 애그뉴 : 1973년 1월 20일[10]~1973년 10월 10일
    - 제럴드 포드 : 1973년 12월 6일~1974년 8월 9일

  - 제럴드 포드 (1974년 8월 9일~1977년 1월 20일)
    - 넬슨 록펠러 : 1974년 12월 19일~1977년 1월 20일

- 현재 생존중인 전직 부통령
  - 댄 퀘일
  - 앨 고어
  - 딕 체니
  - 조 바이든
  - 마이크 펜스

- "존슨"이라는 이름을 가진 부통령
  - 리처드 멘터 존슨
  - 앤드루 존슨
  - 린든 B. 존슨

- 2번의 임기를 모두 채운 부통령
  - 존 애덤스 (1789년 ~ 1793년,1793년 ~ 1797년)
  - 다니엘 D. 톰프킨스 (1817년 ~ 1821년,1821년 ~ 1825년)
  - 토머스 R. 마셜 (1913년 ~ 1917년,1917년 ~ 1921년)
  - 존 낸스 가너 (1933년 ~ 1937년,1937년 ~ 1941년)
  - 리처드 닉슨 (1953년 ~ 1957년,1957년 ~ 1961년)
  - 조지 H. W. 부시 (1981년 ~ 1985년,1985년 ~ 1989년)
  - 앨 고어 (1993년 ~ 1997년,1997년 ~ 2001년)
  - 딕 체니 (2001년 ~ 2005년,2005년 ~ 2009년)
  - 조 바이든 (2009년 ~ 2013년,2013년 ~ 2017년)

## 같이 보기
- 미국의 대통령
- 테쿰세의 저주